# Hanna (Familienname)
Hanna ist ein englischer Familienname.

## Namensträger
- Arthur Dion Hanna (1928–2021), bahamaischer Politiker
- Ciara Hanna (* 1991), US-amerikanische Schauspielerin und Model
- Chip Hanna (* 1965), US-amerikanischer Musiker
- David Hanna (* 1941), britischer Physiker
- David J. Hanna (1866–1946), US-amerikanischer Politiker
- Edward Joseph Hanna (1860–1944), Erzbischof von San Francisco
- Georg-Wilhelm Hanna (* 1939), deutscher Historiker, Denkmalpfleger und Heimatforscher
- Gerard Joseph Hanna (* 1941), Bischof von Wagga Wagga
- Gertrud Hanna (1876–1944), deutsche Gewerkschafterin und Politikerin (SPD)
- Jake Hanna (1931–2010), US-amerikanischer Jazz-Schlagzeuger
- James Hanna (vor 1785–nach 1787), britischer Seefahrer und Pelzhändler
- Joel Abu Hanna (* 1998), deutscher Fußballspieler
- John Hanna (Politiker) (1827–1882), US-amerikanischer Politiker (Indiana)
- John Hanna (Jurist) (1891–1964), US-amerikanischer Rechtswissenschaftler
- John Hanna (Fußballspieler) (1873–1943), irischer Fußballspieler
- John Hanna (Eishockeyspieler, 1935) (1935–2005), kanadischer Eishockeyspieler
- John Hanna (Eishockeyspieler, 1966) (* 1966), kanadischer Eishockeyspieler
- John Hanna (Ökologe), US-amerikanischer Ökologe, Gründer der „Environmental Life Force“
- John A. Hanna (1762–1805), US-amerikanischer Politiker
- Kamal Fahim Awad Boutros Hanna (* 1961), ägyptischer Geistlicher und Kurienbischof in Alexandria
- Kathleen Hanna (* 1968), US-amerikanische Musikerin und feministische Aktivistin
- Ken Hanna (1921–1982), US-amerikanischer Jazztrompeter, Arrangeur und Komponist
- Khalida Khalaf Hanna al-Twal, jordanische Polizeibeamtin
- Lisa Hanna (* 1975), jamaikanische Politikerin (PNP) und Miss World
- Louis Benjamin Hanna (1861–1948), US-amerikanischer Politiker
- Mark Hanna (1837–1904), US-amerikanischer Industrieller und Politiker
- Richard L. Hanna (1951–2020), US-amerikanischer Politiker
- Richard T. Hanna (1914–2001), US-amerikanischer Politiker
- Robert Hanna (1786–1858), US-amerikanischer Politiker
- Roland Hanna (1932–2002), US-amerikanischer Jazz-Pianist und Komponist
- Scott Hanna, US-amerikanischer Comiczeichner
- Shane Hanna (* 1994), kanadischer Eishockeyspieler
- Thomas Hanna (1841–1901), US-amerikanischer Politiker
- Thomas Louis Hanna (1928–1990), US-amerikanischer Bewegungstheoretiker und Philosophieprofessor
- Victoria Hanna, israelische Musikerin und Performerin
- William Hanna (1910–2001), US-amerikanischer Filmproduzent